# Buffalo Bill Center of the West
Le Buffalo Bill Center of the West, anciennement connu sous le nom de Buffalo Bill Historical Center, est un complexe de cinq musées et d'une bibliothèque de recherche présentant des œuvres d'art et des objets de l'Ouest américain situé à Cody, dans le Wyoming.
Les cinq musées comprennent le Buffalo Bill Museum, le Musée des Indiens des Plaines (Plains Indians Museum), le Whitney Western Art Museum, le Draper Natural History Museum et le Cody Firearms Museum. Fondé en 1917 pour préserver l'héritage et la vision du colonel William F. « Buffalo Bill » Cody, le Buffalo Bill Center of the West est le complexe muséal le plus ancien et le plus complet de l'Ouest.

## Histoire
Le complexe remonte à 1917, lorsque la Buffalo Bill Memorial Association a été créée après la mort de William F. Cody, le premier Buffalo Bill. Peu à peu, d'autres éléments ont été ajoutés à ce qui était au départ un centre historique. Le bâtiment actuel de sept acres abrite plus de 50 000 objets et abrite cinq musées.
Depuis 2008, le centre fait partie du programme Smithsonian Affiliates, premier complexe muséal du Wyoming à avoir ce statut. En tant qu'affilié, le Centre de l'Ouest a hébergé des artefacts du Smithsonian. Elle a également récemment prêté une partie de ses vastes collections à une exposition du Smithsonian à Washington, D.C.
Les musées sont reliés par le thème unificateur de l'histoire, de la culture, de l'art et des sciences naturelles de l'Ouest américain. La mission générale du Centre de l'Ouest est de connecter les gens à l'Ouest américain. L'institution comprend le musée Buffalo Bill, réaménagé en 2012, qui met en valeur des objets éphémères et historiques occidentaux pour raconter l'histoire de la vie de WF « Buffalo Bill » Cody.
Edward Rothstein du New York Times a écrit :
 L'exposition [sur Buffalo Bill] confirme ce que le centre dans son ensemble démontre : que derrière la mythification se cache quelque chose qui mérite d'être chéri, même si c'est imparfait, complexe et encore en évolution. L'ancienne tendance à démolir le mythe a été mise de côté. 

## Musée Buffalo Bill

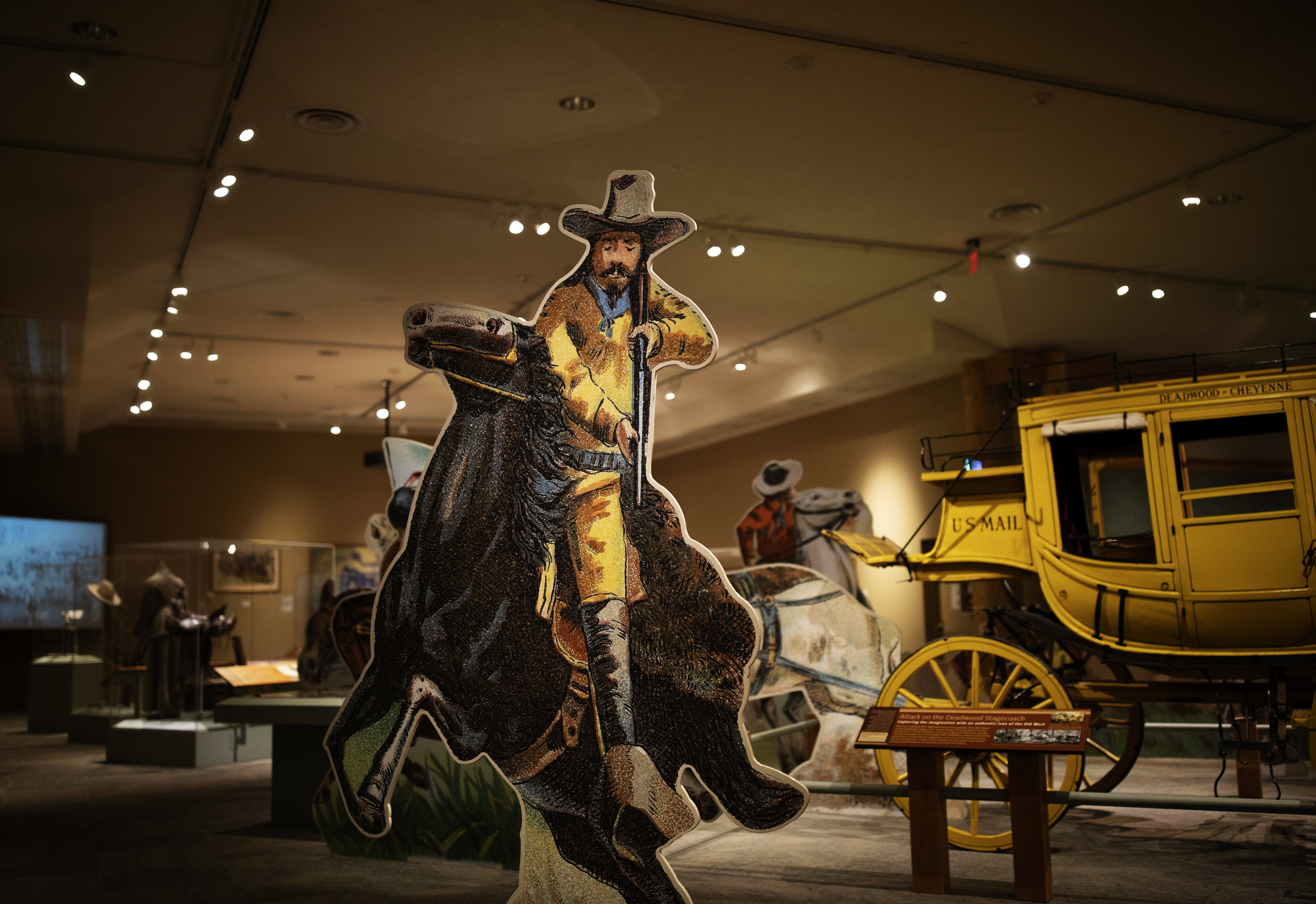
Une section du musée Buffalo Bill.

## Musée des Indiens des Plaines

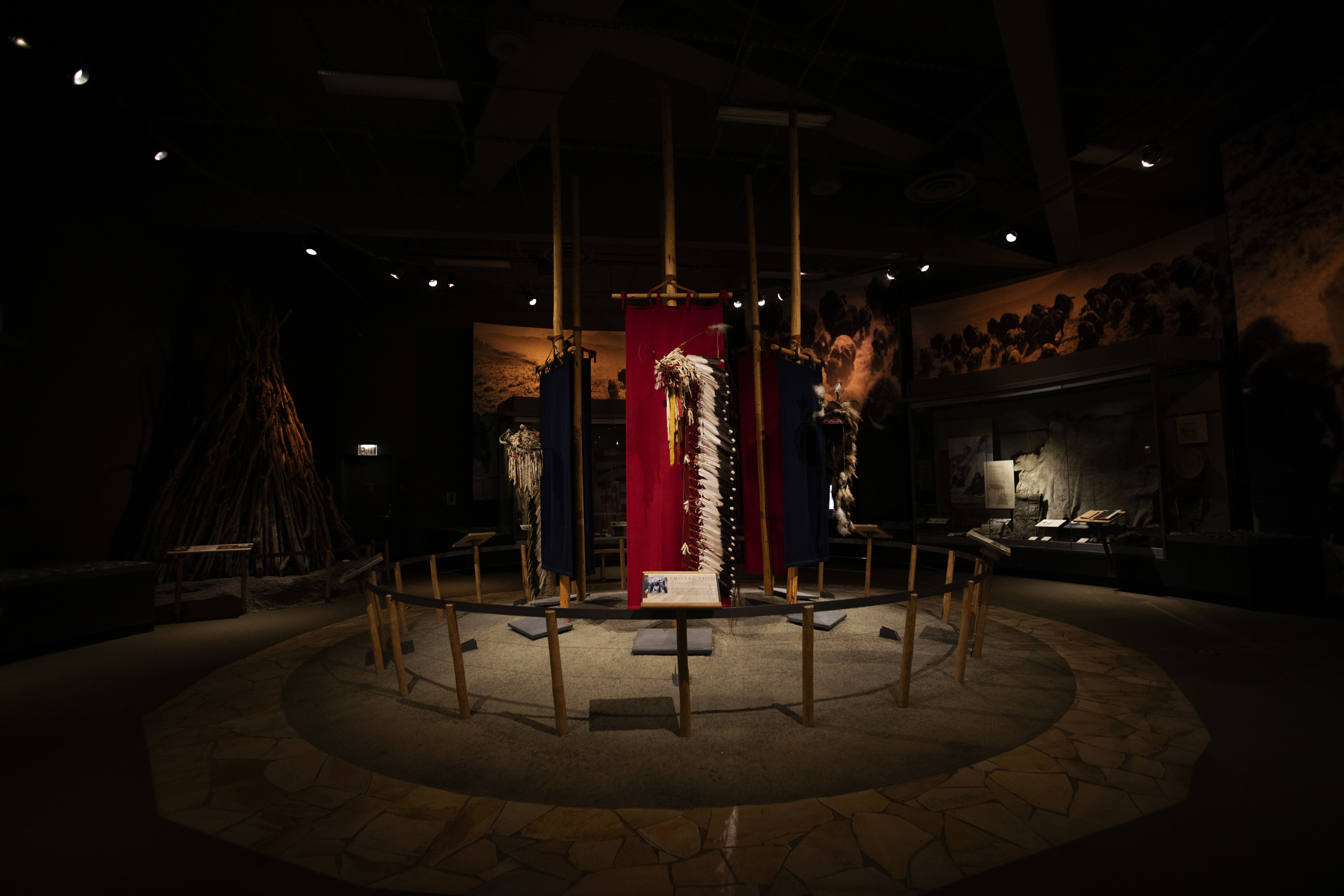
Coiffes des Indiens des Plaines des années 1800.

Le musée des Indiens des Plaines (Plains Indian Museum) présente des histoires et des objets des Indiens des Plaines, leur culture, leurs traditions, leurs valeurs et leur histoire, ainsi que les contextes de leur vie aujourd'hui. Le premier conservateur est George Horse Capture, un membre inscrit de la tribu A'aninin.
La majeure partie de la collection date de la première période de la réserve, vers 1880–1930. Il contient des objets provenant principalement des tribus des plaines du Nord, telles que les Arapahos, les Lakotas, les Crows, les Cheyennes, les Blackfeet et les Pawnee. Les fonds comprennent également d'importants objets contemporains, allant de l'art abstrait aux courtepointes étoilées.

## Musée d'histoire naturelle Draper

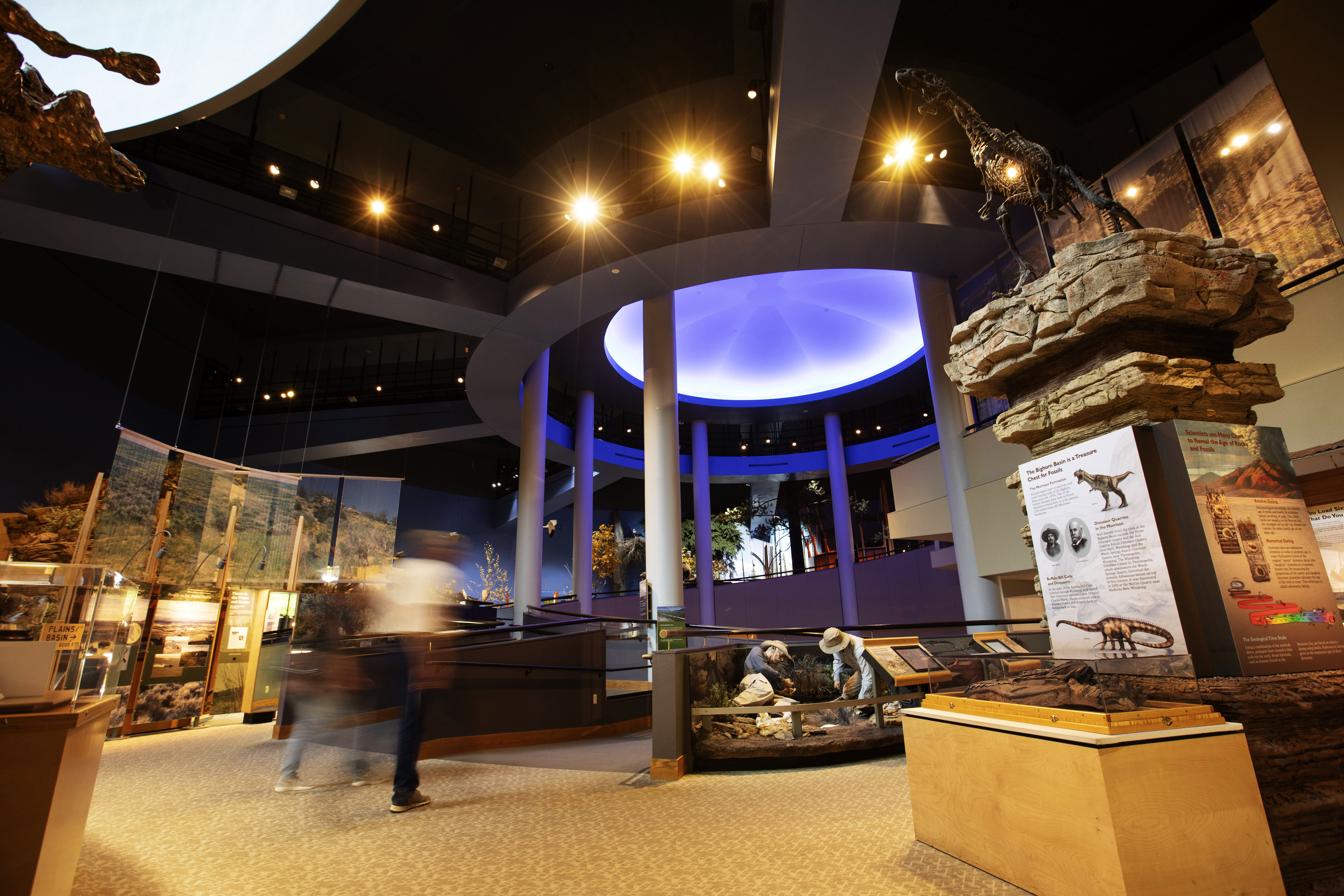
Une vue de l'environnement du bassin des plaines à l'intérieur du musée d'histoire naturelle Draper.

## Musée d'art occidental Whitney

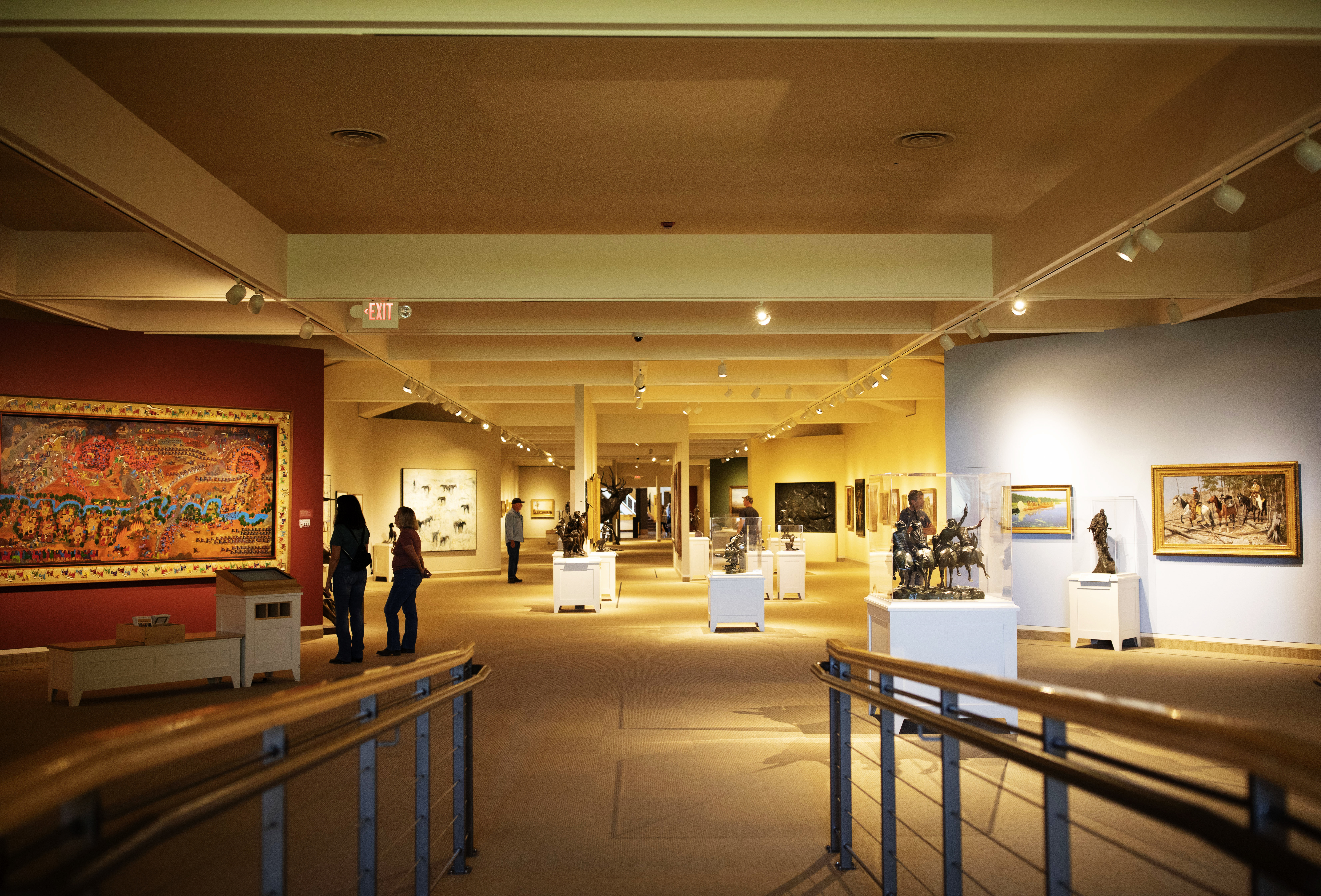
Œuvres au Whitney Western Art Museum.

Whitney Western Art Museum

## Musée des armes à feu de Cody

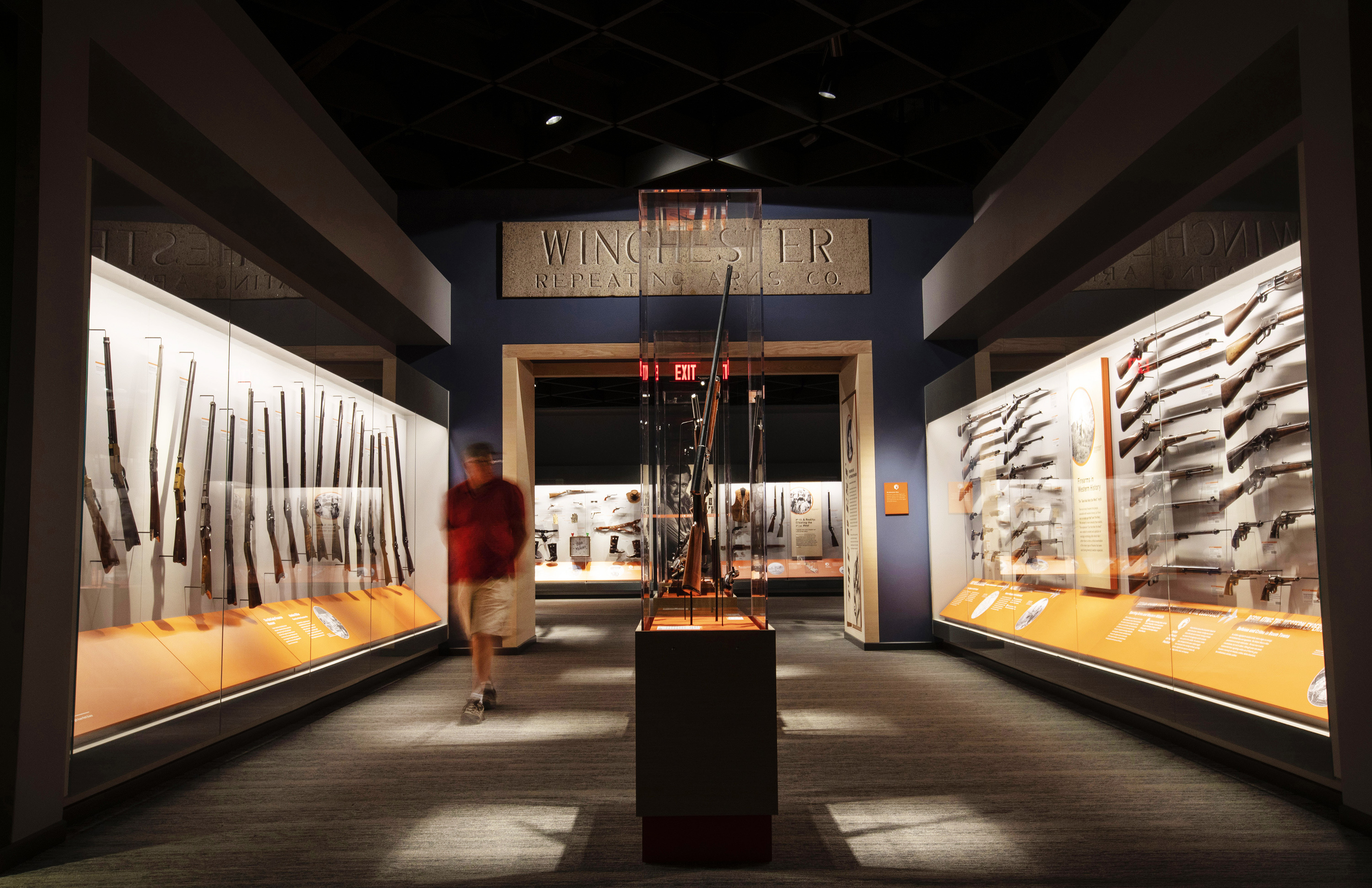
La collection Winchester au musée des armes à feu de Cody.

Cody Firearms Museum